# 灵济宫碑
25°53′39″N 119°23′15″E / 25.89417°N 119.38750°E
灵济宫碑位于中国福建省福州市闽侯县青口镇青圃村灵济宫内，全称“御制洪恩灵济宫之碑”，2006年被列为第六批全国重点文物保护单位。
灵济宫据传始建于后晋开运二年（945年），奉祀南唐江王徐知证、饶王徐知谔。灵济宫碑传说是郑和从南京运来。碑以石灰岩制造，圆首，两边浮雕双螭，通高6.2米，宽2.1米，龟趺高1.9米，长4米，宽2.6米。篆额阳刻“御制洪恩灵济宫之碑”，碑文由解缙所书，记述重建灵济宫的缘由。碑亭建于明永乐十五年，为十六柱重檐攒尖顶木亭，平面呈方形，基座边长8.89米，亭高9.8米。